# Johan Andersson (Eishockeyspieler, 1987)
Johan Andersson (* 2. Mai 1987 in Nynäshamn) ist ein schwedischer Eishockeyspieler, der seit Juli 2015 beim Rungsted IK in der dänischen Metal Ligaen unter Vertrag steht. 

## Karriere
Johan Andersson begann seine Karriere als Eishockeyspieler in der Nachwuchsabteilung des Södertälje SK, für dessen Profimannschaft er in der Saison 2005/06 sein Debüt in der Elitserien, der höchsten schwedischen Spielklasse, gab. In dieser Spielzeit stieg die Mannschaft in die zweitklassige HockeyAllsvenskan ab. Zwar erreichte der Center mit dem SSK den sofortigen Wiederaufstieg in die Elitserien, jedoch blieb er selbst in der HockeyAllsvenskan, in der er anschließend ein Jahr lang für Hammarby Hockey und zwei Spielzeiten lang für Almtuna IS auf dem Eis stand. Dort entwickelte er sich zu einem der Führungsspieler, woraufhin er für die Saison 2010/11 einen Vertrag beim Elitserien-Aufsteiger AIK Solna erhielt.
Zur Saison 2011/12 wurde Andersson vom Elitserien-Teilnehmer Timrå IK verpflichtet. Zwischen 2012 und 2014 stand der Schwede erneut für seinen Jugendklub Södertalje in der zweitklassigen HockeyAllsvenskan auf dem Eis, bevor er in der Saison 2014/15 für AIK spielte. Im Sommer 2015 wechselte der Angreifer zum Rungsted IK in die dänische Metal Ligaen.  

### International
Für Schweden nahm Andersson an der U18-Junioren-Weltmeisterschaft 2005 teil, bei der er mit seiner Mannschaft die Bronzemedaille gewann.

## Erfolge und Auszeichnungen
- 2005 Bronzemedaille bei der U18-Junioren-Weltmeisterschaft
- 2007 Aufstieg in die Elitserien mit dem Södertälje SK

## Elitserien-Statistik
(Stand: Ende der Saison 2013/14)